# Comble (architecture)
Pour les articles homonymes, voir Comble.

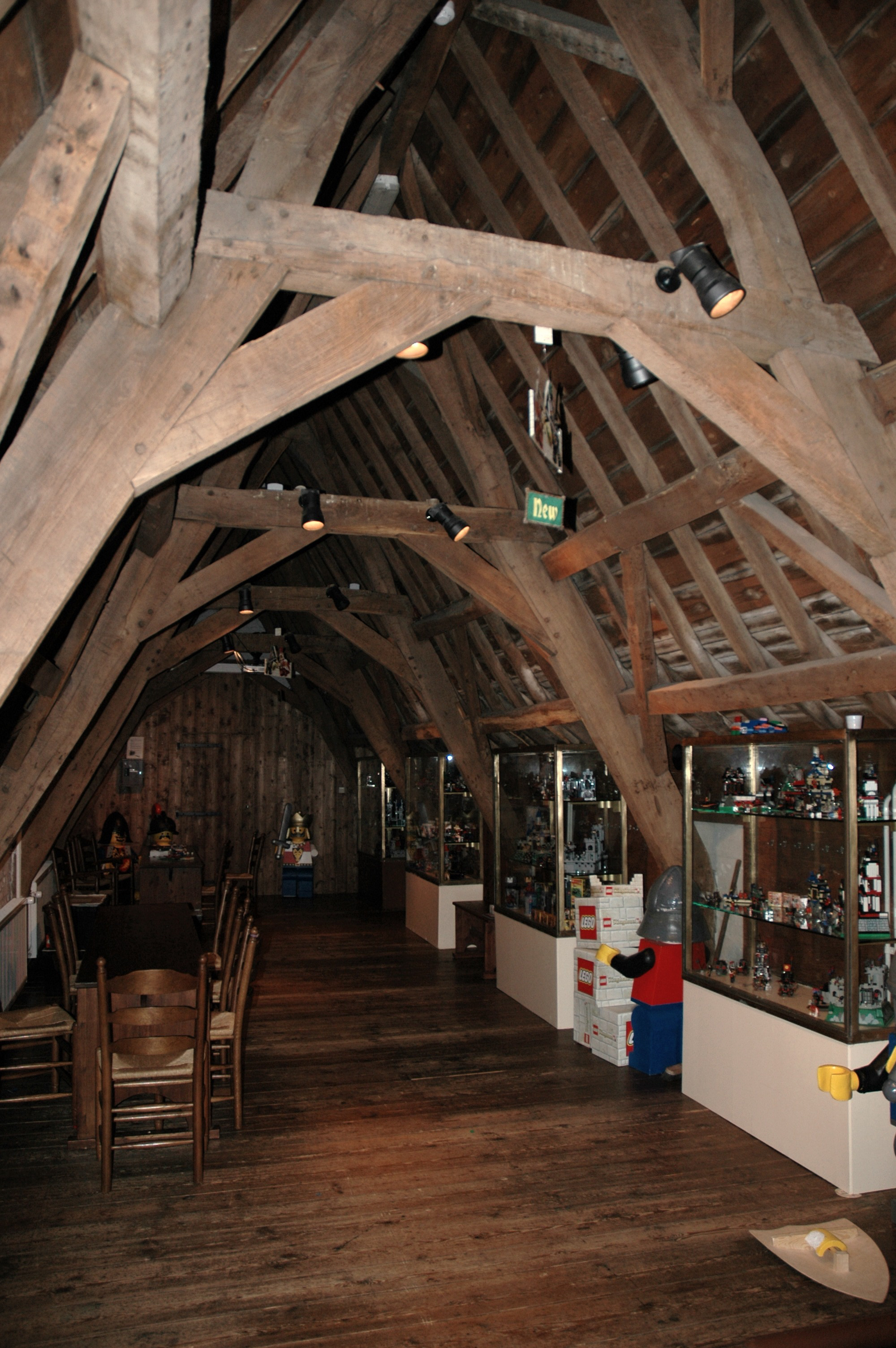
Les combles aménagés du château de Hoensbroek.

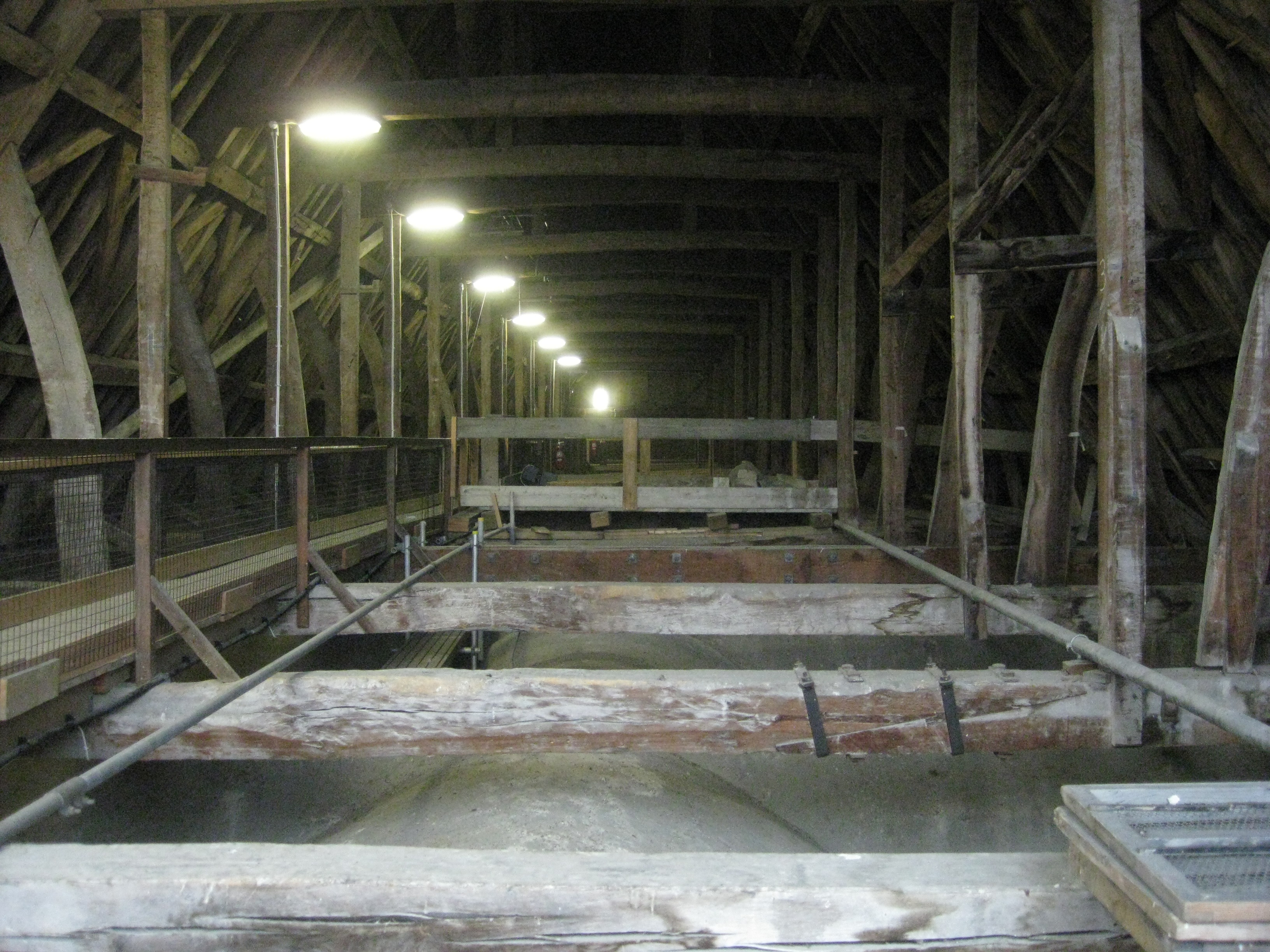
Les combles de la cathédrale de Salisbury.

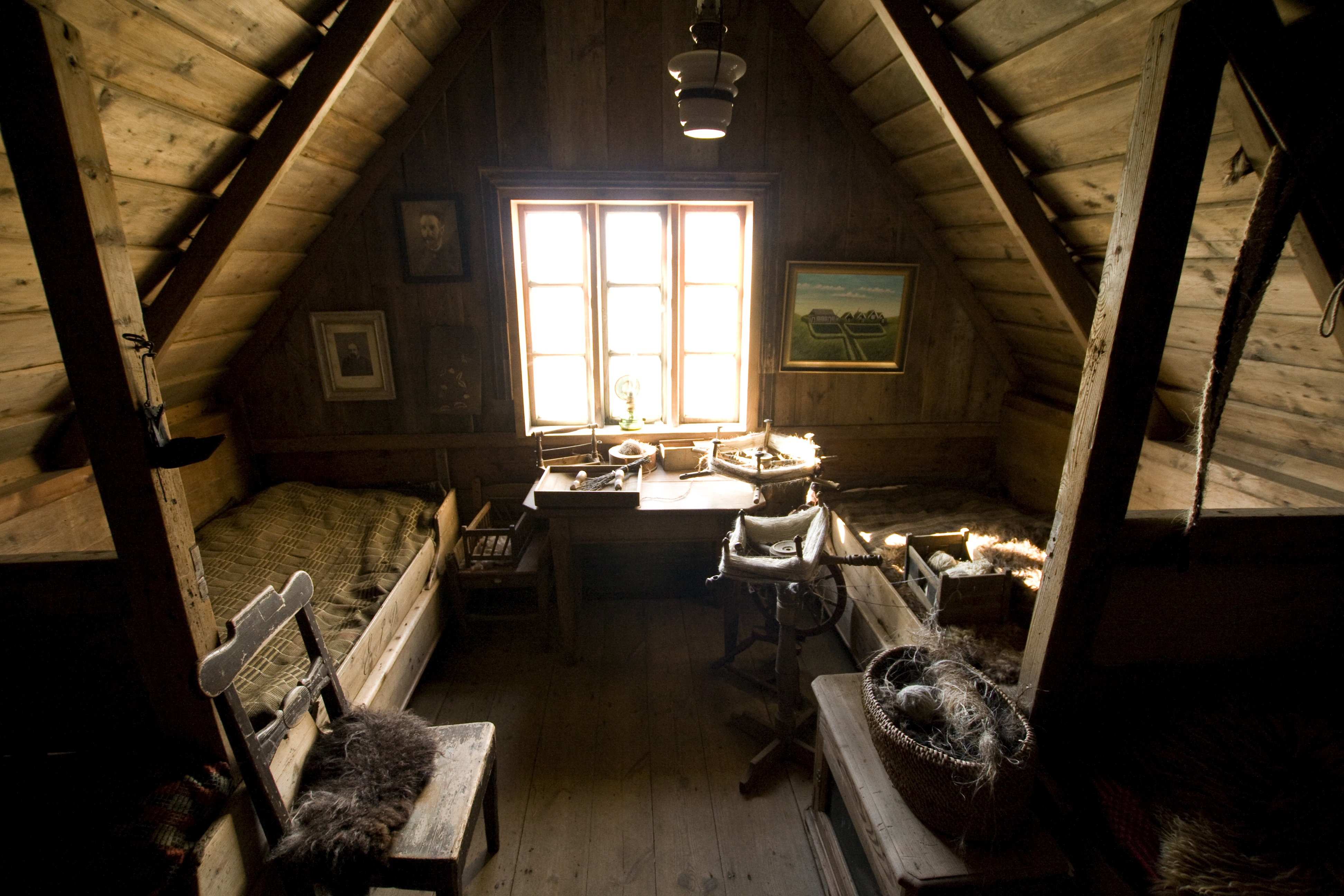
Les combles aménagés en chambre en Islande.

Un comble est l'ensemble constitué par la charpente et la couverture. Il désigne par extension l'espace situé sous la toiture, volume intérieur délimité par les versants de toiture et le dernier plancher. On utilise couramment le terme au pluriel, « les combles », pour désigner un tel espace, qu'il soit aménagé ou non.

## Histoire
Les toitures inclinées sont le mode de couverture traditionnelle des bâtiments de l'Europe centrale et de l'Ouest.
En l'absence de sous-toiture, les couvertures n'étaient pas suffisamment étanches pour garantir une ambiance sèche propice à l'habitation ni à la conservation des objets. Un traducteur de Vitruve habille le plancher du comble d'un enduit de terre grasse pour préserver les pièces d'habitation de l'humidité, d'après lui la fonction primitive du comble. Le comble était donc sacrifié à une fonction purement technique. Les combles n’étaient pas habités ni ne servaient de grenier ; le toit avait comme principale fonction de protéger les pièces d'habitation des intempéries.
Les combles dégagés ont pu servir de débarras des maisons, ou de lieu d'étendage dans les immeubles en ville. Cet espace tampon entre l’extérieur et l’habitation était ventilé et permettait de garantir une excellente protection contre l’humidité des pièces d'habitation. Il a pu servir de stockage du foin dans les constructions rurales, et pour éviter que le foin ne s'enflamme spontanément, il a dû être abondamment ventilé au moyen de fenêtres et de lucarnes. Le plancher épais des combles a pu servir d'isolation thermique et, lorsqu'il était hourdé en plâtre, de pare-feu en cas d’incendie.
L’utilisation actuelle des combles comme espaces habitables engendre une nouvelle conception de la toiture qui fait usage de sous-toitures et de panneaux/matelas d'isolation. Les combles sont alors chauffés. Les éléments de charpente nécessitent d’être ventilés afin d’éviter le confinement de l'humidité, le développement concomitant de moisissures et la prolifération d’insectes xylophages comme les capricornes. Une barrière vapeur est disposée du côté chaud de l’isolation afin de diminuer les risques de condensation de l'humidité ambiante dans l’isolation.
Une distinction s'opère ainsi entre combles froids et combles chauffés, avec la notion concomitante de confort thermique d'hiver.
Le toit-terrasse, utilisé dans le passé principalement dans les pays à faibles précipitations, exempte de combles, s’est quant à elle généralisée avec le développement des membranes d'étanchéité synthétiques.
Dans une définition plus contemporaine datant de l'époque des Trente Glorieuses (à partir de 1945), le terme de « comble » renvoie aussi au volume situé en dernier étage d'un édifice et directement sous le toit quelle que soit la nature de la toiture (plate, inclinée, double inclinaison, etc.).[réf. nécessaire]

## Typologie selon configuration du volume intérieur

### Comble perdu ou comble visitable
Comble non habitable dû à un espace insuffisant (hauteur libre moyenne trop petite ou bois de charpente trop encombrant), il peut être seulement accessible par une trappe pour les visites techniques.

## Typologie selon charpente

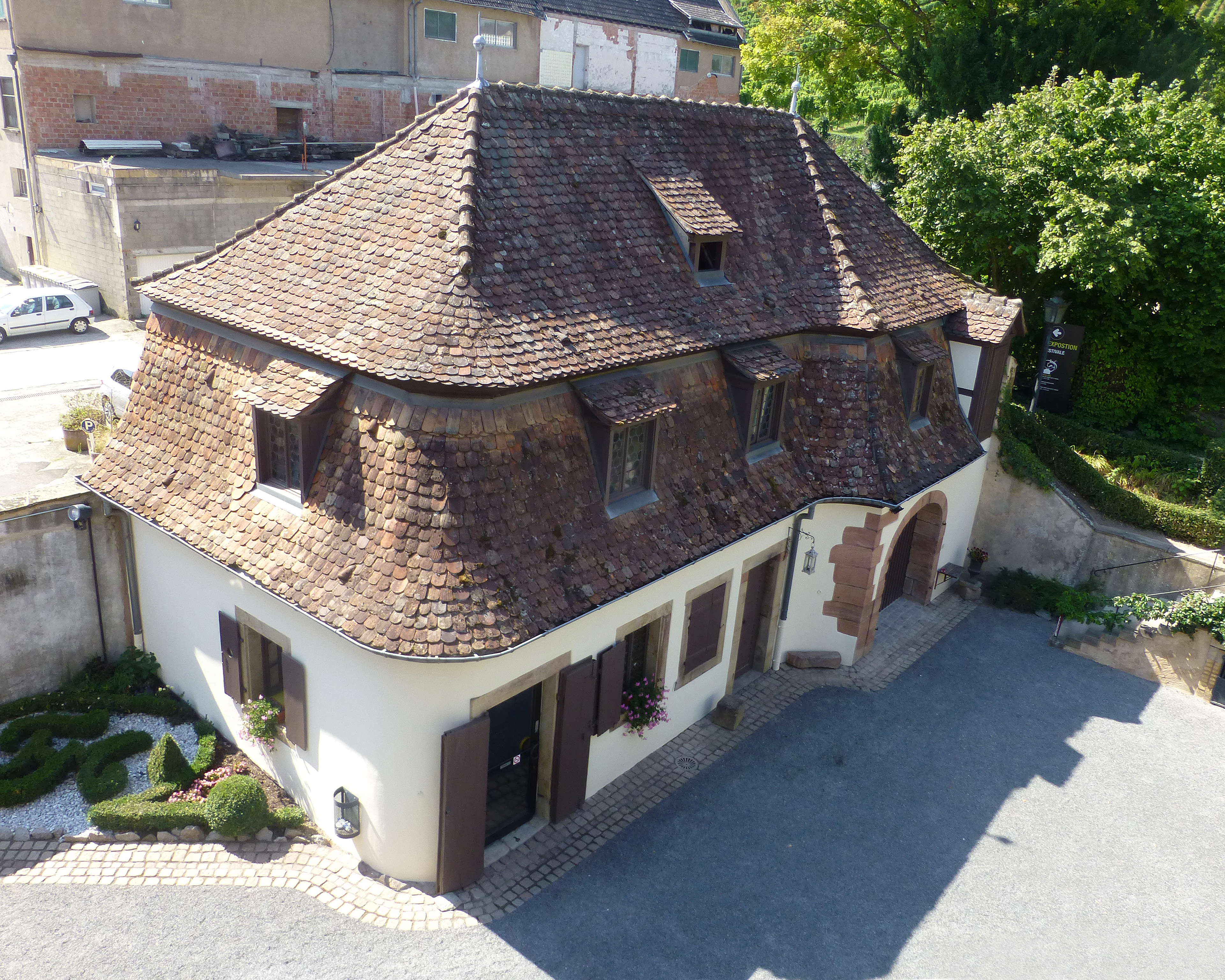
Toiture à comble brisé du XVIIIe siècle (musée de la Folie Marco).

Il existe plusieurs types de charpentes permettant de rendre l'espace habitable :

### Comble retroussé
Il s'agit de surélever l'entrait, qui se nomme alors entrait retroussé, chaque versant du toit a deux pans inclinés, le pan inférieur étant moins pentu.

### Comble à surcroît
Aussi appelé comble à accroissement ou à exhaussement : on dispose la ferme sur une structure trapézoïdale, un mur de surcroît ou encuvement rehausse d'autant la façade d'un large bandeau.

### Comble à la Mansart
Mansarde, appelée aussi comble mansardé ou comble brisé ou comble brisé en mansarde : la ferme est placée sur une structure verticale quasiment rectangulaire, chaque versant du toit a deux pans inclinés (le brisis, pan inférieur à pente raide, et le terrasson, pan supérieur à très faible pente), la ligne de brisis séparant les deux.

### Charpenteà laPhilibert Delorme(outoit en carène)
Les fermes arrondies laissent libre un espace important. Une classification du début du XIXe siècle donne en plus :
- comble à deux égouts entre deux pignons;
- comble à deux égouts avec croupe;
- comble en pavillon;
- comble en impériale;
- comble à potence ou en appentis.

### Comble moisé
Comble dont chaque ferme est faite en bois de sciage ou en plats-bords, et dont l'entrait et arbalétrier sont liés ensemble par deux pièces de bois méplates posées de chaque côté et boulonnées, les moises.

### Comble lierné
Comble cintré fait de bois de sciage ou de plat-bord, dont les courbes ou chevrons sont liés par des barres qui les traversent, les liernes.

## Terminologie
- Arêtier : ligne saillante déterminée par l’intersection latérale de deux pans de toits. Il s’agit également du nom donné à la pièce de bois.
- Châssis ou tabatière : composé d’un cadre dormant et d’un cadre ouvrant, vitré ou opaque, il permet d’accéder au toit ou simplement de ventiler les combles.
- Chatière : petite ouverture sur la couverture permettant la ventilation sous les tuiles.
- Faîte : ligne déterminée par l’intersection de deux pans de toits par leur sommet. Le cornier est la pièce de bois située au faîte qui permet de soutenir la tuile faîtière.
- Larmier : rive basse d’un pan de toit, appelé également « égout ». Il s’agit également du nom donné à la pièce de bois.
- Lien : pièce de bois liée au poinçon et soutenant l’arbalétrier ou le faîtage.
- Ligne de bris : ligne d’intersection entre deux pans de toits de pente différente.
- Noue : ligne rentrante déterminée par l’intersection latérale de deux pans de toits. Il s’agit également du nom donné à la pièce de bois.
- Poinçon : rencontre entre l’arêtier et le faîte, ou les arêtiers entre eux.
- Rives : extrémités latérales d’un pan de toiture.
- Virevent : rive latérale en pente d’un pan de toit. Il s’agit également du nom donné à la pièce de bois.

Comble retroussé.
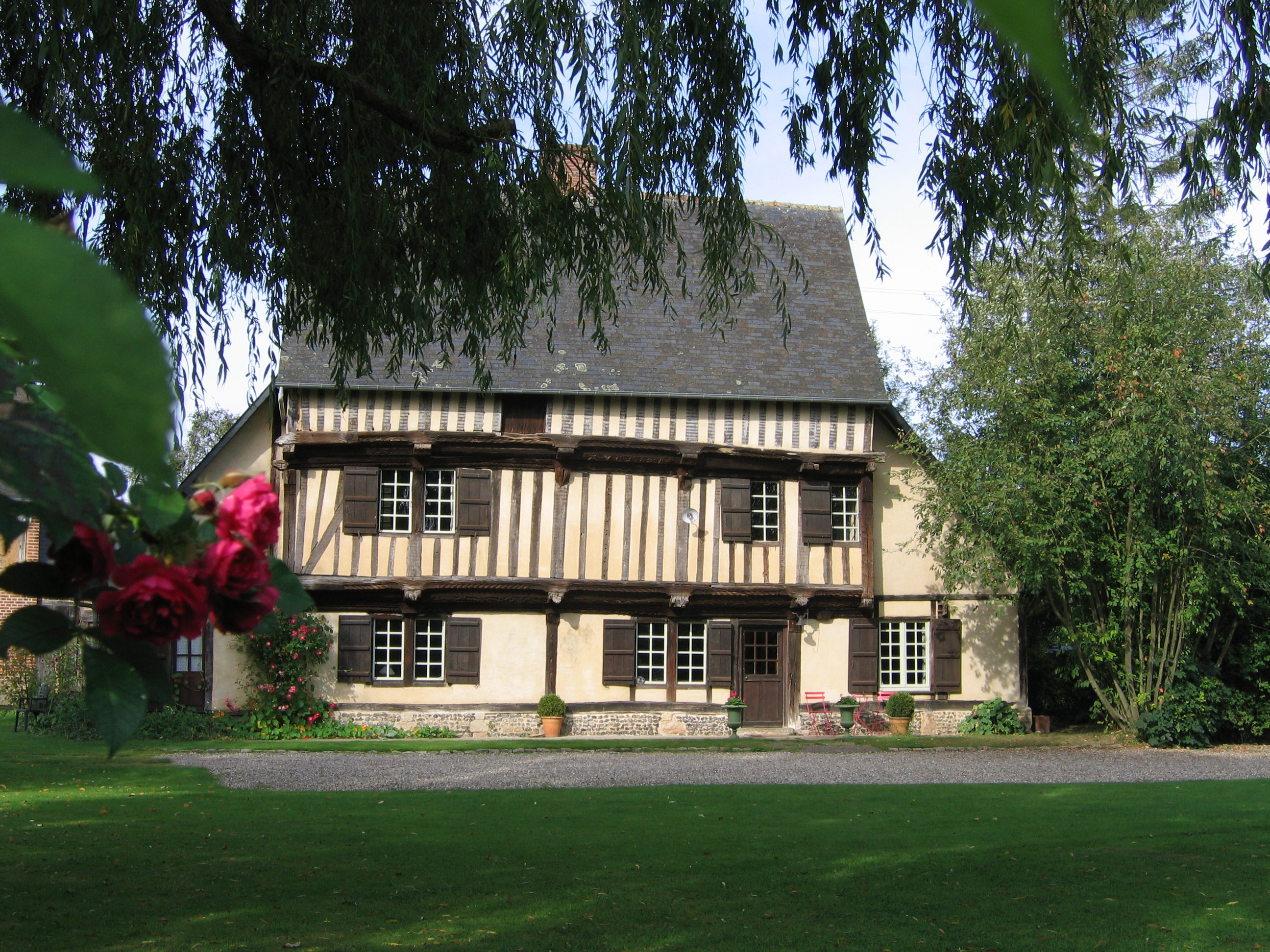
Comble à surcroît du prieuré de Saint-Arnoult.
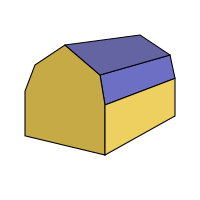
Comble à la Mansart.
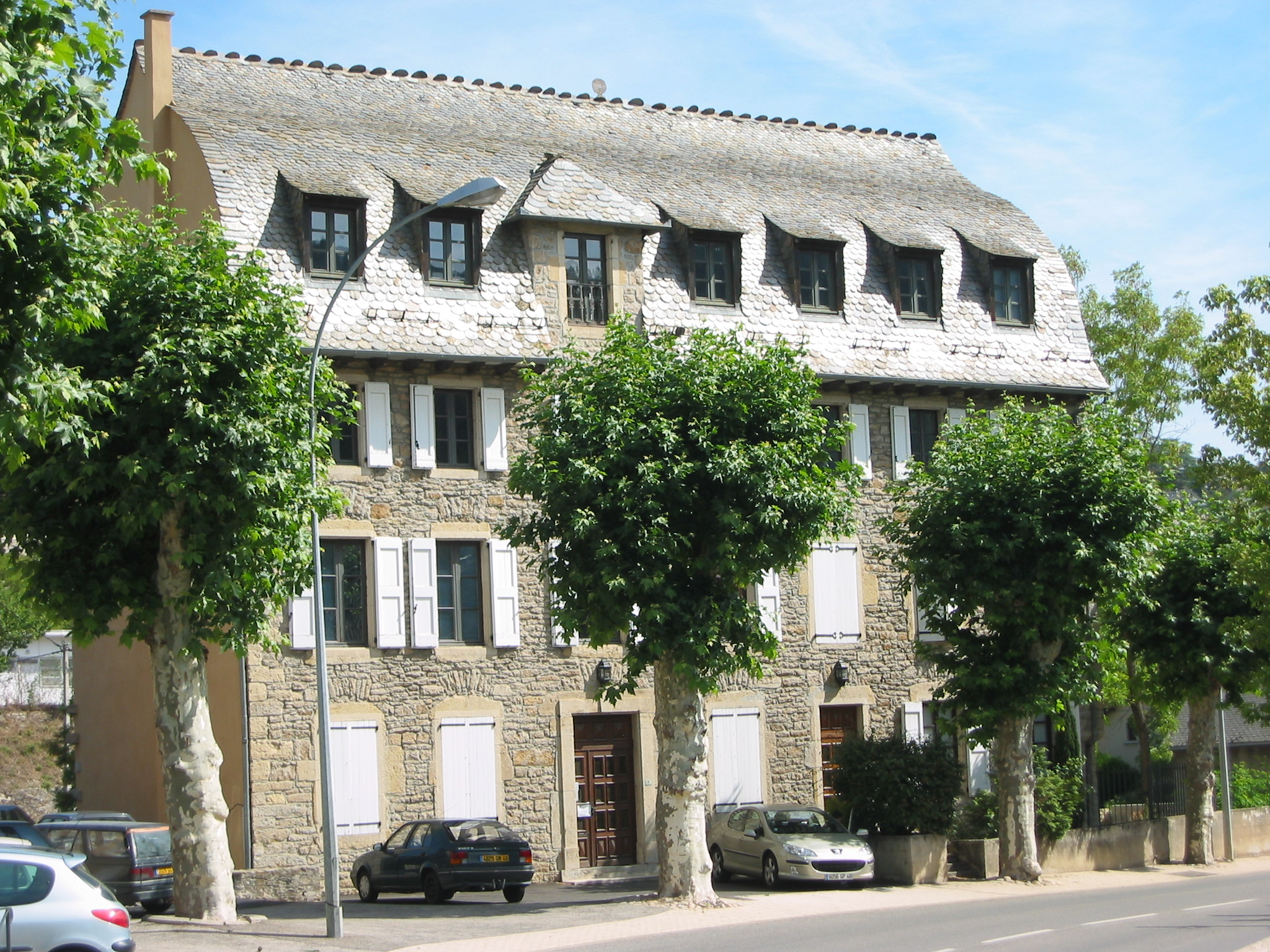
Toit en carène.